# Túristvándi, Szabolcs-Szatmár-Bereg
Túristvándi  este un sat în districtul Fehérgyarmat, județul Szabolcs-Szatmár-Bereg, Ungaria, având o populație de 744 de locuitori (2011). 

## Demografie
Componența etnică a satului Túristvándi
     Maghiari (85,44%)
     Romi (14,15%)
     Ucraineni (0,42%)
Componența confesională a satului Túristvándi
     Reformați (56,05%)
     Romano-catolici (17,2%)
     Fără religie (6,99%)
     Necunoscută (19,76%)
     Alte religii (1,48%)
Conform recensământului din 2011, satul Túristvándi avea 744 de locuitori. Din punct de vedere etnic, majoritatea locuitorilor (85,44%) erau maghiari, cu o minoritate de romi (14,15%).  Din punct de vedere confesional, majoritatea locuitorilor (56,05%) erau reformați, existând și minorități de romano-catolici (17,2%) și persoane fără religie (6,99%). Pentru 19,76% din locuitori nu este cunoscută apartenența confesională.